# لويزا كارفاخال إي مندوزا
لويزا كارفاخال إي مندوزا (بالإسبانية: Luisa Carvajal y Mendoza)‏ (1566، خارايكيخو في إسبانيا - 2 يناير 1614، لندن في المملكة المتحدة)؛ كاتِبة وشاعرة إسبانية.

## روابط خارجية
- لويزا كارفاخال إي مندوزا على موقع الموسوعة البريطانية (الإنجليزية)